# Піросоми
Піросо́ми (Pyrosomida) — ряд хордових тварин класу сальп, за іншою класифікацією — клас підтипу покривники.
Піросоми — морські вільноплаваючі колоніальні тварини. Близькі до колоніальних асцидій. Розміри дорослих колоній сягають 4 м. Ряд включає 2 родини:
- Піросомові — 1 рід Pyrosoma, 8 видів
- Пропіросомові — 1 рід Propyrosoma (Pyrostremma), 2 види